# Studentförbundet för Socialt Arbete i Stockholm
Studentförbundet för socialt arbete i Stockholm (SSAS) var en studentkåren för studerande vid institutionen för socialt arbete - Socialhögskolan vid Stockholms universitet. Institutionen är belägen vid Sveaplan och är ett eget campus. 

## Organisation
Kårens högsta beslutande organ var årsmötet där alla medlemmar hade förslags-, yttrande- och rösträtt. Årsmötet utser kårstyrelsen, valberedning, revisorer och tillsätter övriga förtroendeposter. Årsmötet beslutar även om medlemsavgift, budget och verksamhetsplan. 
Förutom årsmötet genomfördes ytterligare 2-3 medlemsmöten (kårmöten) per termin.

## Historik
SSAS grundades 1920 av Centralförbundet for Socialt Arbete, CSA. Studentkåren var med och byggde upp den akademiska utbildning som startade på Socialhögskolan 1921 i annexhusen till Stockholms Stadsbibliotek. Redan från Starten 1921 hade högskolan en egen professur som högsta akademiska titel. Socialhögskolan blev en del av Stockholms universitet 1977 och flyttade då ut till Frescati. Även SSAS flyttade ut till Frescati och drev egen kårverksamhet där. 1996 flyttade institutionen för Socialt arbete – Socialhögskolan tillbaka till Sveavägen och så även SSAS. 
SSAS upplöstes som kår under 2019 och ligger numera under Stockholms universitets studentkår (SUS). SSAS som i egenskap av kår blev därmed 99 år.